# أوسكار مولينا
أوسكار مولينا (بالإسبانية: Óscar Molina)‏ (مواليد 2 يناير 1990) هو ملاكم مكسيكي، مثّل بلاده في الألعاب الأولمبية الصيفية 2012.

## روابط خارجية
أوسكار مولينا على موقع بوكس ريك (الإنجليزية) (registration required)
- أوسكار مولينا على موقع أوليمبيديا (الإنجليزية)